# Corona Forestal
Corona Forestal este o arie protejată (arie specială de conservare — SAC, sit de importanță comunitară — SCI) din Spania întinsă pe o suprafață de 41.067,7 ha, integral pe uscat.

## Localizare
Centrul sitului Corona Forestal este situat la coordonatele 28°16′16″N 16°35′55″W / 28.271°N 16.5986°V.

## Înființare
Situl Corona Forestal a fost declarat sit de importanță comunitară în octombrie 1999 pentru a proteja 5 specii de plante și 1 specie de animale. Situl a fost protejat și ca arie specială de conservare în ianuarie 2010.

## Biodiversitate
Situată în ecoregiunea , aria protejată conține 9 habitate naturale: Lande oro-mediteraneene cu formațiuni endemice de grozamă, Pante stâncoase silicioase cu vegetație casmofită, Păduri de pin endemic canariene, Păduri macaroneziene de dafin (Laurus, Ocotea), Tufărișuri termo-mediteraneene și de pre-deșert, Păduri endemice cu Juniperus spp., Câmpuri de lavă și excavații naturale, Pajiști macaroneziene cu vegetație endemică, Pajiști umede mediteraneene cu ierburi înalte de Molinio-Holoschoenion.
La baza desemnării sitului se află mai multe specii protejate:
- plante (5): Anagyris latifolia, Crambe arborea, Dorycnium spectabile, Sambucus nigra subsp. palmensis, Woodwardia radicans
- mamifere (1): liliac cârn (Barbastella barbastellus)